# Шейди (фильм)
«Шейди» — кинофильм. Премьера фильма состоялась на Лондонском кинофестивале 18 ноября 1985 года.

## Сюжет
Автомеханик Оливер Шейди (Энтони Шер), обладающий способностью читать мысли на расстоянии, с удивлением, узнает, что с помощью камеры он может записывать собственные мысли на плёнку. Это открытие пытаются использовать в своих целях военные, в то время как Шейди предлагает свои услуги капиталисту Сирилу Лэндау (Патрик Макни), чтобы заработать деньги на операцию по смене пола. Со временем герой замечает, что передача мыслей на видеоплёнку имеет побочные эффекты.